# Британська монархія
Брита́нський мона́рх, або Сувере́н, — голова держави в Об'єднаному королівстві й у Британських заморських територіях. Чинна британська монархія веде свою історію з часів англосаксів. В ІХ столітті Вессекс почав домінувати, і в Х столітті Англія була зібрана в одне королівство. Більшість британських монархів Середньовіччя правили як абсолютні монархи. Часто їх влада обмежувалася шляхтою і відтак Палатою громад.   Зокрема, лише монарх має право оголошувати війну і підписувати мирові угоди. До того ж не лише від імені Великої Британії, але й від імені інших країн, які визнають над собою британську корону — це, наприклад, Канада й Австралія. Також монарх, після загального голосування, призначає прем'єр-міністра. За традицією на цю посаду затверджується голова партії, що перемогла на виборах, проте законодавчо зробити інакше монарху не заборонено, тож монарх може поставити на чолі уряду будь-яку іншу людину. Більшість прерогатив на практиці реалізується міністрами. Наприклад, влада регулює цивільну службу і влада видає паспорти. Деякі прерогативи виконуються монархом номінально, за порадою прем'єр-міністра і Кабінету. Приклад повноважень — право розпуската парламент. Згідно з парламентським звітом, «Корона не може вводити нові прерогативи».   
Чинний монарх - король Чарльз III, який зійшов на престол 8 вересня 2022 року після смерті своєї матері, королеви Єлизавети II. Його спадкоємець — старший син, Вільям, Принц Уельський. Монарх та його найближчі родичі виконують різні офіційні, церемоніальні, дипломатичні та представницькі обов'язки. 

## Історія

### Монархи Шотландії
Шотландське королівство виникло як держава 843 року, коли монарх королівства Дал Ріада Кеннет МакАльпін підкорив королівство Піктів Альба. З огляду на те, що Дал Ріада населяли племена скоттів (що переселились з Ірландії у IV столітті, одне з племен ірландців), то Кеннет Мак-Альпін носив також титул король скоттів. Коли він став королем його титул був король Скотів та Піктів. Відповідно держава звалася Скоттією (Скоттландом, Шотландією) та Піктією. Потім назва Піктія зникла з назви. Залишилася назва Шотландія. Пікти були частково знищені, частково асимільовані скоттами (шотландцями).

### Унія 1707 року
Королівство Великої Британії в результаті злиття Королівства Англії і Королівства Шотландії, які перебували в особистій унії з 24 березня 1603. 1 січня 1801 Велика Британія злилася з Королівством Ірландії (також раніше в особистій унії з Великою Британією), щоб сформувати Сполучене Королівство Великої Британії та Ірландії. Після того як частина Ірландії покинула союз 6 грудня 1922 його ім'я було змінене 12 квітня 1927 року на Сполу́чене Королі́вство Вели́кої Брита́нії та Півні́чної Ірла́ндії.

## Спадкування престолу
Спадкування престолу здійснюється відповідно до Акту про престолонаступництво 1701 року зі змінами від 2011 року. Порядок престолонаступництва визначається за принципом абсолютної прімогенітури (відомої також як шведська система престолонаступництва), тобто престол передається по низхідній лінії незалежно від статі. Крім того, спадкоємець до моменту вступу на престол повинен бути протестантом і складатися в євхаристійному спілкуванні з англіканською церквою, але може вступати в шлюб з католиком.

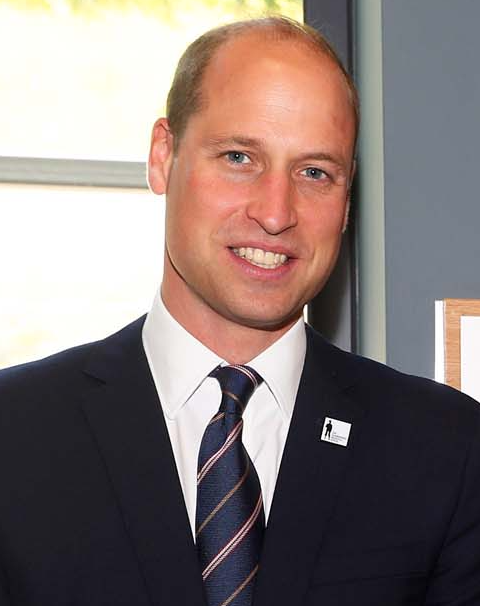
Вільям, принц Уельський

Нині спадкоємцем престолу є  Вільям, принц Уельський, герцог Корнуольський та Кембриджський, спадкоємцем другої черги — його старший син принц Джордж Кембриджський.

## Повноваження та політична роль Суверена
Формально у Великій Британії вся повнота влади (виконавча,судова та законодавча влада) належить Монарху, але в реальності Суверен обмежений різними конституційними актами, традиціями та прецедентами.
Суверен відповідальний за призначення прем'єр-міністра; формальне призначення відбувається на церемонії, яка називається поцілунок рук (Kissing Hands). Згідно з конституційним звичаєм, Суверен призначає осіб, які зможуть отримати підтримку в Палаті громад: зазвичай, це голова партії більшості в цій Палаті. Якщо партії більшості немає (малоймовірний випадок через англійську систему відносної більшості), дві або більше груп можуть сформувати коаліцію і її глава стане прем'єром. В особливих випадках Суверен може самостійно обрати прем'єр-міністра, але за останній період часу це ставалося лише 1 раз — 1974 року, коли Гарольд Вільсон став прем'єром після загальних виборів 1974 року, на яких його Лейбористська партія не отримала більшості. (Замість дострокових виборів з ініціативи уряду меншини, монарх має право затримати розпуск парламенту та дозволити партіям опозиції сформувати коаліційний уряд.)
Монарх призначає та формує уряд. Зазвичай це відбувається за порадою прем'єр-міністра, хоча немає чітких правил, які забороняють Суверену самостійно визначити склад його уряду. Також Суверен формально приймає відставку уряду, хоча відповідно до звичаїв та кодексу не може самостійно ініціювати цей процес.
Монарх щотижня зустрічається із прем'єр-міністром; регулярні зустрічі проводяться також з іншими членами Кабінету. Монарх може висловити своє бачення та порадити якісь рішення, але зазвичай Монарх погоджується з прем'єр-міністром та іншими членами уряду.
Монарх має схожі стосунки з автономними урядами Шотландії та Уельсу. Суверен призначає Першого міністра Шотландії, але з висування Шотландського парламенту. Перший міністр Уельсу, з іншого боку, безпосередньо обирається Національною асамблеєю Уельсу. У справах Шотландії Суверен діє за порадою Шотландського уряду. У справах Уельсу Суверен діє за порадою прем'єра Великої Британії та Кабінету, бо автономія Уельсу обмежена. Північна Ірландія зараз не має автономного уряду; його асамблея та виконавчий орган розпущено.
Суверен також відіграє роль Глави держави та голови Англікаської церкви. Клятва вірності приноситься Королю (або Королеві), а не Парламенту чи нації. Також Суверен є Верховним головнокомандувачем збройних сил і без згоди Монарха армія не може застосовуватися за межами держави (не формальність). Більше того, гімн Британії звучить: — Боже, бережи Короля (або  Королеву). Обличчя монарха зображується на поштових марках, монетах, на банкнотах, що їх випускає Банк Англії (банкноти інших банків, Банку Шотландії та Банку Ольстера, без зображення Суверена).
Також формально від імені Монарха здійснюється правосуддя, надається підданство, посвідчення водія та інші державні документи.
Варто додати, що формально Суверен є Головою держави і в багатьох країнах Співдружності, серед яких Канада та Австралія, але реальної влади у Монарха там вже немає.

## Резиденції монархів
|                     |
| Букінгемський палац |

|                    |
| Віндзорський замок |

|             |
| Голірудгауз |

|          |
| Гілсборо |

## Символи
На звичайному варіанті герба дев'ять левів: сім на щиті (з них шість відповідають Англії, і сьомий — Шотландії), один (у короні) зверху щита, й останній (теж у короні) підтримує щит справа. З двох левів у короні той, що підтримує щит, відповідають Англії, а інший стоїть на третій короні. З іншого боку щит підтримує закутий в ланцюг єдиноріг, який відповідає Шотландії.
На шотландському варіанті герба сім левів: п'ять на щиті (з них три відповідають Англії, і ще два — Шотландії), один (у короні) зверху щита, і останній (теж у короні) підтримує щит зліва. З двох левів у короні той, що підтримує щит, відповідають Англії, а інший стоїть на третій короні. З іншого боку щит підтримує закутий в ланцюг єдиноріг, що відповідає Шотландії. Четверта корона — на голові однорога.

Королівський герб трапляється в двох варіантах, один з яких використовується тільки в Шотландії.

Офіційний прапор монарха у Великої Британії — Королівський Штандарт, на якому зображений королівський герб. Він вивішується лише на будівлях, човнах і транспортних засобах, у яких присутній суверен. Королівський штандарт ніколи не приспускають у траурі, адже монарх існує завжди: коли попередник помирає, його або її спадкоємниць стає сувереном у той самий момент.
| See adjacent text                                                |
| Королівський штандарт Великої Британії: офіційний прапор монарха |

|                                                      |
| Королівський стандарт Великої Британії для Шотландії |

Коли монарх не в резиденції, підіймають прапор Великої Британії (Букінгемський палац, Віндзорський замок та Сандрингемський палац), але у Шотландії використовують Королівський штандарт Шотландії (Голірудгауз та Балморал).
|                         |
| Прапор Великої Британії |

|                                 |
| Королівський штандарт Шотландії |